# Suck My Kiss
Suck My Kiss – piąta piosenka na płycie Blood Sugar Sex Magik, amerykańskiego zespołu rockowego Red Hot Chili Peppers. Piosenka w 1992 roku została wydana jako singel oraz wideoklip.
Utwór znalazł się również na płycie Greatest Hits, będąc jedną z dwóch piosenek (obok Give It Away) reprezentujących klasyczny, funk-rockowy styl.
Piosenka została sparodiowana przez „Richard Cheese & Lounge Against the Machine” na wydanej w 2000 roku płycie, Lounge Against the Machine.

## Lista utworów
CD (1992)
1. „Suck My Kiss” (wersja albumowa)
2. „Search And Destroy”
3. „Fela’s Cock”

7" singel (1992)
1. „Suck My Kiss” (wersja radiowa)
2. „Suck My Kiss” (wersja albumowa)